# Чхомхе
Чхомхе (кор. 첨해, 沾解, Cheomhae, Ch'ŏmhae; пом. 261) — корейський правитель, дванадцятий володар (ісагим) держави Сілла періоду Трьох держав.
Був молодшим братом вана Чобуна. Успадкував трон після смерті останнього 247 року.
Самгук Сагі свідчить, що Чхомхе уклав перемир'я з Когурьо, втім за його правління тривали численні сутички з силами Пекче.